# Попов, Никита Анатольевич
Никита Анатольевич Попов (род. 1927) — российский учёный, физик -теоретик, разработчик ядерных зарядов, лауреат Сталинской премии третьей степени (1953).

## Биография
Родился в Рязани.
Окончил железнодорожный техникум (1945) и физический факультет МГУ (1950) по специальности «теоретическая физика». С 1950 и до 2010-х гг. работал в КБ-11 (ВНИИЭФ): научный сотрудник теоретического отделения, начальник отдела, последняя должность — ведущий научный сотрудник.
Кандидат физико-математических наук (1962).
В 2013 г. ещё работал. Архивная копия от 15 ноября 2017 на Wayback Machine

## Награды
- Сталинская премия третьей степени (1953) — за расчетно-теоретические работы по изделию РДС-6с и РДС-5.
- Орден Трудового Красного Знамени (1956).